# Чернитово
Чернитово — село в Моршанском районе Тамбовской области России. Входит в состав Алгасовского сельсовета.

## География
Село находится в северной части области, в лесостепной зоне, в пределах Окско-Донской низменной равнины, на левом берегу реки Цна, на расстоянии примерно 28 км (по прямой) к северу от Моршанска, административного центра района. Абсолютная высота — 95 м над уровнем моря.

### Климат
Климат умеренно континентальный, относительно сухой, с холодной продолжительной зимой и тёплым летом. Средняя температура воздуха самого холодного месяца (января) — −11,3 °C (абсолютный минимум — −43 °C); самого тёплого месяца (июля) — 19,7 °C (абсолютный максимум — 39 °С). Период с положительной температурой выше 10 °C длится 145 дней. Среднегодовое количество атмосферных осадков составляет около 547 мм. Продолжительность залегания снежного покрова составляет в среднем 138 дней.

### Часовой пояс
Село Чернитово, как и вся Тамбовская область, находится в часовой зоне МСК (московское время). Смещение применяемого времени относительно UTC составляет +3:00.

## История
До 2010 года село входило в состав Чернитовского сельсовета.

## Население
| 2002 | 2010 |
| ---- | ---- |
| 221  | ↘124 |

### Половой состав
По данным Всероссийской переписи населения 2010 года, в гендерной структуре населения мужчины составляли 39,5 %, женщины — соответственно 60,5 %.

### Национальный состав
Согласно результатам переписи 2002 года, в национальной структуре населения русские составляли 99 % из 221 чел..

## Известные уроженцы
- Воронин, Пётр Иванович (1924—1974) — советский писатель.
- Клёпов, Василий Степанович  (1908 — 1976) - советский детский писатель.